# Каськовський
Каськовський (рос. Каськовский) — селище у Чулимському районі Новосибірської області Російської Федерації.
Входить до складу муніципального утворення Куликовська сільрада. Населення становить 87 осіб (2010).

## Історія
Згідно із законом від 2 червня 2004 року органом місцевого самоврядування є Куликовська сільрада.

## Населення
| 2002 | 2007 | 2010 |
| ---- | ---- | ---- |
| 167  | ↘106 | ↘87  |